# Япон
Япон — мыс на северо-востоке Охотского моря, южный входной мыс Ямской губы. Находится в северо-западной части полуострова Пьягина.

## Гидроним
Название упоминается Степаном Крашенинниковым в XVIII веке. Оно едва ли связано с этнонимом «японец», так как в то время аборигены не могли знать названия японцев, а русские ни в одном документе не упоминали их появление на северном побережье Охотского моря. Вернее всего, это название восходит к корякско-чукотскому Йопаӈа, Ёпын — «место наблюдения». Так назывались некоторые мысы и возвышенности, с которых чукчи и коряки вели наблюдение за морем.
Крашенинников приводит второе название Иопана (современный мыс Южный у устья реки Туманы), близкое к названию Йопаӈа.

## География
Разделяет Ямскую губу и залив Шелихова. Юго-западнее расположена безымянная лагуна, отделённая от губы косой, в которую впадают реки Иткилан и Ольховка.
Средняя величина прилива у мыса — 4 метра. Высочайшая точка — безымянная вершина на юго-востоке высотой 524 метра.
Включён в состав Ямского участка Магаданского заповедника.